# Albion (HQ)
Albion é uma série limitada de histórias em quadrinhos, roteirizada por Alan Moore, escrita pela filha, Leah Moore, e o marido dela, John Reppion, com capas de Dave Gibbons e arte de Shane Oakley a George Freeman. Como resultado de um acordo entre o vice-presidente Bob Wayne da DC Comics e o Diretor de Edição Andrew Sumner da IPC Media, a publicação foi com o selo WildStorm da DC Comics. O objetivo da série é reviver personagens antigos dos quadrinhos britânicos, de propriedade da IPC tais como Capitão Furacão (Captain Hurricane), Robô Archie, Garra de Aço (Steel Claw) e O Aranha (The Spider) e outros menos conhecidos como o Menino-Peixe (Fishboy) e Faceache, todos com publicações pela Odhams Press e depois IPC Media durante as décadas de 1960 e início de 1970, em revistas como Valiant e Lion. Álbion era um antigo nome para Inglaterra e significa "Terra Branca".
Lançado com a data da capa de agosto de 2005, as primeiras duas revistas foram mensais e a terceira surgiu depois de dois meses. As revistas 4-6 sairam durante 2006, com capas datadas entre junho e novembro. O logo da série é similar a da industria escocesa de automóveis Albion Motors.

## Cenário ficcional
A trama se passa na Grã-Bretanha da atualidade, quando personagens de quadrinhos das décadas de 1960 e 1970 se revelam como individuos reais, que vivem escondidos do público.
A maior parte dos heróis da IPC estão internados numa prisão governamental e a filha de um dos internos (que diz chamar-se Penny) está determinada a revelar a existência deles. Usando uma estrutura similar a de Supremo e Tom Strong, o roteiro mostra flashbacks reproduzindo o estilo dos desenhos antigos. Por exemplo, a infância de Penny Dreadful é desenhada num estilo similar a dos quadrinhos de Dennis, o Pimentinha ou Bash Street Kids.

## Personagens
Um grande número de personagens de quadrinhos antigos britânicos aparecem em Albion, alguns como prisioneiros ou guardas da prisão dentre outros:

### Guardas da prisão

#### Capitão Furacão
Um grande e musculoso herói da Segunda Guerra Mundial que é a última linha de defesa da prisão governamental. Sua origem é contada como tendo sido ele o resultado de experimentos para criar supersoldados por intermédio de uso de drogas. O assistente 'Maggot' Malone é um médico que monitora seu comportamento e o mantêm sob controle, impedindo o herói de sucumbir à sua terrivel fúria psicótica.

#### Olho de Águia (Eagle-Eye)
Ian Eagleton, quando criança era o "Junior Spy" que tinha vários confrontos contra Grimly Feendish que o aterrorizava. Quando Ian cresceu, tornou-se o diretor da prisão governamental que mantinha cativos todos os heróis, vilões e outras figuras bizarras que conhecera em sua juventude.

#### Jason Hyde
Jason Hyde foi exposto a radiação e como resultado desenvolveu olhos de Raios X e habilidades para ler mentes. É outro guarda de segurança da prisão.

#### Zip Nolan
Policial detetive americano que serviu na Coreia e Vietnã e que agora é membro das Operações Especiais, mandado dos Estados Unidos para investigar os potenciais problemas da prisão.

### Prisioneiros

#### Cérebro de Brian
Computador na forma de uma cabeça humana com face de caveira e crânio transparente, ex-propriedade de um menino chamado Brian Kingsley. É interno na prisão e foi interligado ao computador de segurança e faz previsões sobre um desastre iminente.

#### The Cloak
The Cloak (O capa) era um misterioso agente admirador de O Sombra e perito em feitiçarias. Depois de servir ao País, foi preso e enviado à prisão.

#### Cursitor Doom
Cursitor Doom é um interno em coma e de cabeça raspada que é um mago imortal amaldiçoado. Sua casa era um castelo na Escócia e que foi transformado na prisão governamental.

#### The House of Dolmann
Eric Dolmann é um mestre inventor e perito em robótica, que criou vários bonecos-robôs para lutar contra o crime. 20 anos depois de ser preso pelo Aranha, ato testemunhado pela filha Penny, ele morre na prisão.

#### Faceache
Frederick Akeley tinha a habilidade de mudar de rosto e corpo para uma grande variedade de formas, muitas vezes monstruosas. Namora com Martha, o monstro maquiado.

#### Grimly Feendish
Grimly Feendish (ou Grymleigh Gartside Fiendstien) é um criminoso que usa pequenos monstros ajudantes, os  "Squelchies".

#### Gogra
Lazlo Gogra é um anão e gênio maligno que tinha o monstruoso robô símio Mytek, o poderoso.

#### Olho de Kelly
Tim Kelly resgatou um shaman sul-americano que lhe deu de presente uma jóia chamada Olho de Zoltec com o poder de lhe tornar invulnerável. Mantido prisioneiro, a jóia foi confiscada e depois foi vista de posse da Primeira-Ministra Margaret Thatcher.

#### Louis Crandall
Melhor conhecido como o Garra de Aço, é um prisioneiro amigo de Tim Kelly. Crandall podia ficar invisivel e emitir choques elétricos direcionadas através de sua mão direita artificial, que parecia flutuar sozinha quando ele desaparecia. A garra foi confiscada quando foi aprisionado, mantida numa sala blindada da prisão.

#### Martha, o monstro maquiado
Martina tinha o rosto maquiado com material que o pai trouxera do Anvil Studios e se transformava num monstro. Na prisão, namora com Faceache.

#### Mytek, o poderoso
Gigantesco robô construido para controlar nativos das colônias africanas e que era operado de uma sala instalada na cabeça.

#### Rubberman
James Hollis foi amaldiçoado por um faquir indiano que transformou seu corpo em borracha. Na prisão, era mantido congelado em uma cela que evitava dele usar suas habilidades elásticas. Morreu juntamente com Tri-Man durante uma tentativa de fuga.

#### O Aranha
Declarando-se a si mesmo como o "rei dos ladrões"", era um mestre criminoso que foi contratado pelo governo conservador de Thatcher para capturar todos os vilões e super-heróis, inventores excêntricos e feiticeiros, criaturas bizarras e estranhas e também crianças rebeldes que poderiam ser consideradas ameaças para a ordem reinante na sociedade britânica. Como recompensa foi feito igualmente prisioneiro. Ele gosta de fazer jogos mentais e está sempre planejando fugir.

#### Tri-Man
Johnny Small obteve três fantásticos poderes através do raio do Professor Meek:  super-visão, super-velocidade e super-força. Era prisioneiro e foi encorajado pelo Aranha a tentar escapar juntamente com Rubberman, sendo os dois assassinados durante a fuga.

### Outros

#### Bad Penny
Penny Dolmann, filha do inventor Eric Dolmann, tinha sido uma criança problemática e que brincava com os robôs do pai. Foi para a assistência social quando o Eric foi preso. Ela herdou o gênio inventivo do pai e começou a juntar os robôs dele desde seus 18 anos. No início de Albion, ela busca por aliados para resgatar Eric da prisão.

#### Charlie Peace
Um ladrão vitoriano que viajou no tempo até a década de 1970 depois que roubou um relógio mágico do Cursitor Doom. Ele foi dono de uma loja de música sob o pseudônimo de "Charles Love", mais tarde transformada num antiquário. Foi o único que escapou da prisão e tinha muito cuidado para não revelar sua verdadeira identidade.

#### Danny
Jovem colecionador de revistas em quadrinhos que era aparentemente um órfão que perdeu a memória resgatado de um acidente de ônibus. Ele reconhece Grimly Feendish e é arrastado para a procura de Penny por seu pai. Sua verdadeira história é ligada a de Cursitor Doom.

#### Janus Stark
Herói vitoriano que nasceu com ossos flexíveis como borracha, é um brilhante escapista que podia sair de qualquer armadilha e usava suas habilidades para solucionar crimes e lutar contra o mal.

#### Rainha dos mares
Também conhecida como Buoyant Queen, é um velho barco do Capitão Enoch e do imediato Bert.

#### Robo Archie
Um velho e antiquado herói mecânico que foi desativado e convertido em máquina de servir café até ser encontrado por Penny e Danny que o resgataram e o reativaram.

## Spinoffs

### Albion Origins
Um volume chamado Albion Origins foi lançado pela Titan Books em novembro de 2007, com capa de Brian Bolland. Com os personagens como eles apareceram originalmente nos quadrinhos da IPC, Fleetway e outras editoras britânicas. Republicações de aventuras de Cursitor Doom, Tim Kelly, Janus Stark e Dolmann, além de conter artigos sobre a história desses personagens.

### Thunderbolt Jaxon
Spin-off de Albion - escrito por Dave Gibbons com desenhos de John Higgins e capas de Gibbons - foi lançada como uma minissérie de cinco partes em 2006. Um volume trade paperback foi lançado em 2007, ISBN 1-4012-1257-3, com material adicional informativo sobre os personagens

### Battler Britton
Série de cinco partes iniciada em julho de 2006 baseada no ás da aviação da Segunda Guerra Mundial, Comandante Robert "Battler" Britton. Esse personagem era o principal de revistas como a Sun, Knockout e títulos duradouros da Air Ace Picture Library e Battle Picture Library. O texto é do bem conhecido e perito na Segunda Guerra Mundial Garth Ennis, com arte do neozelandês Colin Wilson. Capas de Garry Leach.  Um volume em trade paperback foi lançado em 2007, ISBN 1-4012-1378-2, com conteudo adicional informativo sobre o personagem original.

## Coletâneas
Um volume em trade paperback da minissérie de 6 revistas foi lançado nos Estados Unidos em 13 de dezembro de 2006 pela WildStorm (ISBN 1-4012-0994-7). Titan Books publicou a edição americana um mês depois, em 26 de janeiro de 2007 (ISBN 1-84576-351-3).

### Entrevistas
- Entrevista com Andrew Sumner, 22 de novembro de 2004, The Independent
- Conversa com Leah Moore e John Reppion, Newsarama, 16 de fevereiro de 2006
- John Reppion, 23 de fevereiro de 2006
- Leah Moore e John Reppion falam sobre Albion, Forbidden Planet, 20 de julho de 2006
- Leah Moore traz de volta os "Brits" Publishers Weekly, 16 de janeiro de 2007
- Forever Albion, John Freeman entrevista Moore & Reppion, 7 de fevereiro de 2007
- Albion Man, John Freeman entrevista Andrew Sumner, 12 de fevereiro de 2007
- Shane Oakley: Albion Artist, John Freeman entrevista Shane Oakley, 23 de fevereiro de 2007
- Panel Borders: The work of Leah Moore and John Reppion part 1, 12 de outubro de 2007
- Leah Moore & John Reppion, 2 maio de 2008

### Resenhas
- Superheroes in graphic detail, The Scotsman, 11 de fevereiro de 2007
- Albion #4 e #5, Comics Bulletin